# Пршовце
Пршовце (мкд. Пршовце) је насеље у Северној Македонији, у северном делу државе. Пршовце припада општини Теарце.

## Географија
Насеље Пршовце је смештено у северном делу Северне Македоније. Од најближег већег града, Тетова, насеље је удаљено 12 km северно.
Пршовце се налази у доњем делу историјске области Полог. Насеље је положено на северозападном ободу Полошког поља. Источно од насеља пружа се поље, а западно се издиже Шар-планина. Надморска висина насеља је приближно 550 метара.
Клима у насељу је умерено континентална. 

## Становништво
Пршовце је према последњем попису из 2002. године имало 2.516 становника.
Претежно становништво у насељу су Албанци (99%).
Већинска вероисповест је ислам.